# Ultrahidrofobicitat

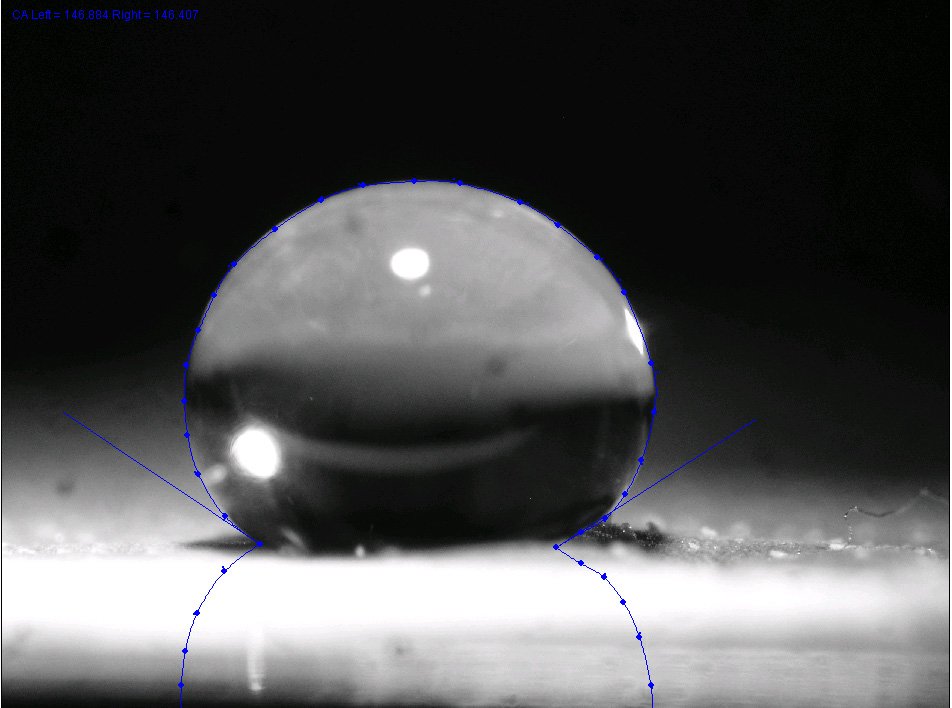
Una gota en la superfície d'un lotus.

Les superfícies superhidrofòbiques són altament hidròfobes, és a dir, extremadament difícils d'humitejar. L'angle de contacte d'una gota d'aigua és superior a 150° i l'angle d'histèresi de l'angle de lliscament/contacte és menor que 10°. Això també es coneix com l'efecte lotus, a causa que es presenta en les fulles de la superhidrofòbica planta del lotus.

## Teoria
En 1805, Thomas Young defineix l'angle de contacte θ mitjançant l'anàlisi de les forces que actuen sobre una goteta de fluid en repòs sobre una superfície sòlida envoltada per un gas.
{\displaystyle \gamma _{SG}\ =\gamma _{SL}+\gamma _{LG}\cos {\theta }}
on

Una goteta de líquid descansa sobre una superfície sòlida i està envoltat per gas. L'angle de contacte, θ_{C}, és l'angle format per un líquid en el límit de tres fases on el líquid, gas, i sòlid es creuen.

Una goteta de repòs sobre una superfície sòlida i envoltat per un gas forma un angle de contacte característic θ. Si la superfície sòlida és aspra, i el líquid està en contacte íntim amb les asprors sòlides, la gota està en l'estat Wenzel. Si el líquid es recolza en la part superior de les asprors, és en l'estat Cassie-Baxter.

{\displaystyle \gamma _{SG}\ } = Tensió interfacial entre el sòlid i el gas
{\displaystyle \gamma _{SL}\ } = Tensió interfacial entre el sòlid i el líquid
{\displaystyle \gamma _{LG}\ } = Tensió interfacial entre el líquid i el gas
l'angle θ pot ser mesurat usant un goniòmetre.
Wenzel va determinar que quan el líquid està en contacte íntim amb una superfície microestructurada, θ canviarà a {\displaystyle \theta _{W}*}
{\displaystyle \cos {\theta }_{W}*=r\cos {\theta }}
on r és la relació de l'àrea real amb la zona projectada. L'equació de Wenzel mostra que la microestructuració d'una superfície amplifica la tendència natural de la superfície. Una superfície hidròfoba (una que té un angle de contacte original major que 90°) es fa encara més hidròfoba quan és microestructurada - el seu nou angle de contacte es fa més gran que l'original. No obstant això, una superfície hidròfila (una que té un angle de contacte original de menys de 90°) es torna més hidròfila quan és microestructurada - el seu nou angle de contacte es torna encara menys que l'original.
Cassie i Baxter van trobar que si el líquid està suspès a la part alta de microestructures, θ canviarà a {\displaystyle \theta _{CB}*}
{\displaystyle \cos {\theta }_{CB}*} = φ(cos θ + 1) – 1
on φ és la fracció d'àrea del sòlid que toca el líquid. Els líquids en l'estat Cassie-Baxter són més mòbils que en l'estat Wenzel.
Es pot predir si existeixen en l'estat Wenzel o el Cassie-Baxter calculant el nou angle de contacte amb ambdues equacions. Per un argument de minimització de l'energia lliure, la relació que predigui el menor nou angle de contacte serà l'estat més probable que existeixi. Expressat matemàticament, perquè existeixi l'estat de Cassie-Baxter, la desigualtat següent ha de ser veritat.
{\displaystyle \cos {\theta }} < (φ-1)/(r - φ)
Un recent criteri alternatiu per a l'estat de Cassie-Baxter afirma que existeix l'estat Cassie-Baxter quan es compleixen els 2 criteris següents: 
1. les línies de força de contacte superen les forces del cos del pes de la gota sense suport
2. Les microestructures són prou altes com per evitar que el líquid que forma ponts de connexió entre les microestructures toqui la base de les microestructures.[7]

L'angle de contacte és una mesura de la hidrofobicitat estàtica, i la histèresi de l'angle de contacte i l'angle de lliscament són mesures dinàmiques. La histèresi de l'angle de contacte és un fenomen que caracteritza l'heterogeneïtat de la superfície. Quan una pipeta injecta un líquid sobre un sòlid, el líquid formarà un angle de contacte. A mesura que la pipeta injecta més líquid, la goteta augmentarà en volum, l'angle de contacte s'incrementarà, però el seu límit trifàsic romandrà estacionari fins que de sobte avanci cap a l'exterior. L'angle de contacte que la goteta tenia immediatament abans d'avançar cap a l'exterior es denomina "angle de contacte d'avanç". L'angle de contacte de reculada ara es mesura mitjançant el bombament del líquid fora de la goteta. La goteta disminuirà en volum, l'angle de contacte disminueix, però el seu límit trifàsic romandrà estacionari fins que de sobte s'allunyi cap a l'interior.
L'angle de contacte que la goteta tenia immediatament abans de retrocedir cap a l'interior es denomina "angle de contacte de reculada". La diferència entre l'avanç i la reculada dels angles de contacte es denomina histèresi de l'angle de contacte i es pot utilitzar per caracteritzar l'heterogeneïtat de la superfície, rugositat, i mobilitat. Les superfícies que no són homogènies tindran dominis que impedeixen el moviment de la línia de contacte. L'angle de lliscament és una altra mesura dinàmica de la hidrofobicitat i es mesura mitjançant el dipòsit d'una gota sobre una superfície i la inclinació de la superfície fins que la gota comença a lliscar. Els líquids en l'estat Cassie-Baxter generalment presenten angles de lliscament i histèresi d'angle de contacte inferiors que els que estan en l'estat Wenzel.
Es pot utilitzar un model simple per predir l'eficàcia d'una superfície artificial feta per l'home (tant micro o nano-fabricada) pel seu estat condicional (wenzel o cassie-baxter), angle de contacte i histèresi d'angle de contacte. El factor principal d'aquest model és la densitat de la línia de contacte, Λ, que és el perímetre total d'asprors sobre una determinada unitat d'àrea.

La densitat de la línia crítica de contacte Λc és una funció de les forces del cos i de la superfície, així com l'àrea projectada de la goteta.
{\displaystyle \Lambda _{C}={\frac {-\rho {g}{V^{1/3}}(({\frac {1-cos(\theta _{a})}{sin(\theta _{a})}})(3+({\frac {1-cos(\theta _{a})}{sin(\theta _{a})}})^{2}))^{2/3}}{(36\pi )^{1/3}\gamma cos(\theta _{a,0}+w-90)}}}
on
ρ = densitat de la goteta de líquid
g = acceleració deguda a la gravetat
V = volum de la goteta de líquid.
θa = avanç aparent de l'angle de contacte
θa,0 = l'avanç d'angle de contacte d'un substrat
γ = la tensió superficial del líquid
w = angle de la paret de la torre
Si Λ > Λc, les gotes se suspenen en l'estat Cassie-Baxter. En cas contrari, la gota es col·lapsarà en l'estat wenzel.
Per a calcular actualitzat l'avanç i reculada dels angles de contacte en l'estat de Cassie-Baxter, es poden utilitzar les següents equacions.
{\displaystyle \theta _{a}=\lambda _{p}(\theta _{a,0}+w)+(1-\lambda _{p})\theta _{aire}}
{\displaystyle \theta _{r}=\lambda _{p}\theta _{r,0}+(1-\lambda _{p})\theta _{aire}}
també amb l'estat wenzel:
{\displaystyle \theta _{a}=\lambda _{p}(\theta _{a,0}+w)+(1-\lambda _{p})\theta _{a,0}}
{\displaystyle \theta _{r}=\lambda _{p}(\theta _{r,0}-w)+(1-\lambda _{p})\theta _{r,0}}
on
λp = fracció lineal de la línia de contacte en les asprors.
θr,0= angle de contacte de reculada d'un substrat llis
θaire = angle de contacte entre el líquid i l'aire (típicament se suposa que és 180°)

## Estructures d'aspror unitàries o jeràrquiques
M. Nosonovsky i B. Bhushan van estudiar l'efecte d'estructures unitàries (no-jeràrquiques) de micro- i nano-aspror, i estructures jeràrquiques (micro-aspror coberta amb nano-aspror). Van descobrir que l'estructura jeràrquica no sols era necessària per a un angle de contacte elevat, sinó que era essencial per a l'estabilitat de les interfícies aigua-sòlid i aigua-aire (la interfície composta). Degut a una pertorbació externa, una ona capil·lar dreta pot formar-se a la interfície líquid-aire. Si l'amplitud de l'ona capil·lar és superior a l'alçada de l'aspror, el líquid pot tocar la vall entre les asprors; i si l'angle per sota del qual el líquid es posa en contacte amb el sòlid és més gran que h0, és profitós energèticament que el líquid ompli la vall. L'efecte de les ones capil·lars és més pronunciat per a asprors petites amb alçades comparables a l'amplitud de l'ona. Per exemple, en el cas d'aspror unitària, on l'amplitud de l'aspror és molt baixa. Per aquest motiu la probabilitat d'inestabilitat d'una interfície unitària serà molt alta.

## Exemples en la natura
Molts materials molt hidrofòbics que es troben a la natura ho són degut a la llei de Cassie i són bifàsics a nivell submicromètric amb l'aire com a component. L'efecte lotus es basa en aquest principi. Inspirant-s'hi, s'han preparat moltes superfícies superhidrofòbiques funcionals.
Els gèrrids són insectes que viuen a sobre la superfície de l'aigua, i els seus cossos són de fet impossibles d'humitejar degut a una pubescència especialitzada que s'anomena hidròfuga; moltes de les superfícies del cos estan amb unes estructures especialitzades compostes per petits pèls tan junts entre si que hi ha més de 1000 micropèls per mm, donant com a resultat una superfície hidrofòbica. Superfícies hidròfugues similars es coneixen en altres insectes, incloent els aquàtics que passen la major part de la seva vida submergits, amb pèls hidrofòbics que eviten l'entrada d'aigua al seu sistema respiratori.
Alguns ocells són grans nedadors, degut al seu revestiment de plomes hidrofòbic. Els pingüins tenen una capa d'aire, i poden alliberar aquest aire atrapat per accelerar ràpidament quan els cal saltar de l'aigua i aterrar en terra més alta. Portar una capa d'aire en nedar redueix el fregament, i també serveix com a aïllant tèrmic.